# Раві Шанкар
Раві Шанкар (англ. Ravi Shankar, бенг. রবি শঙ্কর Robi Shôngkor, гінді रवि शङ्कर or शंकर; нар. 7 квітня 1920 — 11 грудня 2012) — знаменитий індійський композитор, співак і віртуоз гри на ситарі. Вніс великий внесок в популяризацію в західних країнах індійської класичної музики та національного індійського музичного інструменту — ситари.
Музична кар'єра Раві Шанкара тривала більше шести десятиліть, і його міжнародна кар'єра є найтривалішою у світі згідно з «Книгою рекордів Гіннеса».

## Життєпис
Раві Шанкар народився 7 квітня 1920 в Бенаресі, Британська Індія (нині Варанасі, Індія) в сім'ї брахманів, молодшим із семи братів.
У 1930 році переїхав до Парижа. Починаючи з 12 років, виступав в Європі і США як танцюрист і музикант разом зі старшим братом Удаєм Шанкаром, хореографом і засновником танцювальної трупи Company of Hindy Dance and Music.
У 1939 році вперше виступив в Аллахабаді (Індія) з сольним концертом.
До 1945 року у Шанкара вже була репутація провідного виконавця традиційної індійської музики. Він почав писати музику до балетів і кінофільмів. На замовлення Комуністичної партії Індії Шанкар написав балет «Безсмертна Індія» (India Immortal), присвячений політичній і культурній історії Індії. Великий успіх на сценах Бомбея і Калькутти мав його балет «Відкриття Індії» (Discovery of India), створений в 1948 році за мотивами книги Джавахарлала Неру і також пов'язаний з тисячолітньою історією країни. Пізніше Шанкар ще не раз звертався до балетної музики, яку добре відчував, багато в чому і завдяки власній кар'єрі танцівника.
З кінця 1948 року Раві Шанкар став директором музичних програм, спочатку іноземної служби Індійського радіо, а потім і всього Індійського радіо і одночасно керівником ансамблю національних інструментів.

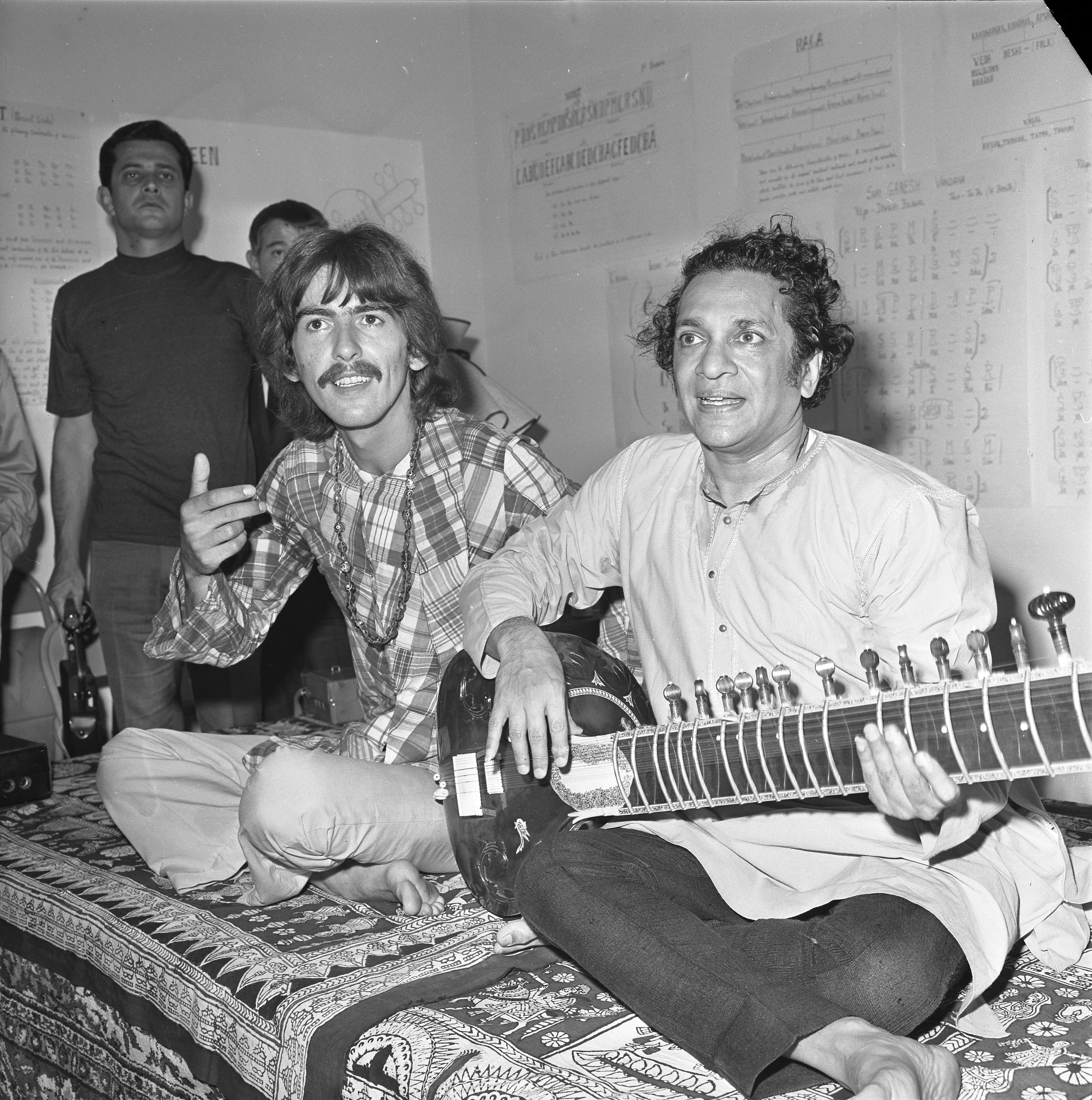
Джордж Гаррісон та Раві Шанкар, 1967 рік

1950—1955 роки — період найбільшої активності Шанкара як композитора, головним чином на одній із всесвітньо відомих кіностудій в Калькутті. На думку багатьох, завдяки Раві в світі дізналися і полюбили індійську музику. Багато в чому цьому сприяло тісне співробітництво знаменитого музиканта з групами The Beatles (саме у Шанкара Джордж Гаррісон у 1960-ті роки брав уроки гри на гітарі та ситарі і з його музики черпав натхнення) і The Rolling Stones. Джордж Гаррісон називав Раві Шанкара «хрещеним батьком світової музики» .
Шанкар брав участь у двох найзнаменитіших фестивалях в історії року: фестивалі поп-музики в Монтерей (штат Каліфорнія, США) в 1967 році (разом з Джимі Гендріксом, Дженіс Джоплін, колективами The Who, Blood, Sweat & Tears і іншими) і легендарному фестивалі у Вудстоку (штат Нью-Йорк, США) в 1969 році.
У серпні 1971 року Шанкар взяв участь в організованому Джорджем Гаррісоном у нью-йоркському Madison Square Garden концерті в підтримку Бангладеш. Разом з ними в концерті брали участь такі зірки, як Боб Ділан, Рінго Старр і Ерік Клептон. Потрійний альбом The Concert for Bangladesh був виданий в тому ж році бітлівською фірмою Apple.
У 1980-ті роки Шанкар концертував разом з популярним американським скрипалем і диригентом Ієгуді Менухіним, працював у кіно.
У березня 1982 року Шанкар виконав свій знаменитий концерт для ситари в лондонському Royal Festival Hall у присутності прем'єр-міністрів Індії та Великої Британії, а також принца Чарльза.
У 1997 році Раві Шанкар заснував благодійний фонд Ravi Shankar Foundation, на кошти якого в Делі був побудований музичний освітній центр для вивчення традиційної музики, з солідними архівами і власною студією звукозапису.
11 грудня 2012 Раві Шанкар, якого називали «королем ситари», помер в США у віці 92 років.

## Цікаві факти
Заслуги Раві Шанкара в області мистецтва відзначені безліччю премій, нагород і почесних звань, у числі яких три премії «Греммі», 14 почесних докторських титулів, Імператорська Премія Японії (1997).
Шанкар — лауреат найпрестижніших премій Індії — Padma Vibhushan (приз за музику до фільму «Кабулієць») і Bharat Ratna, або «скарб Індії»; володар премій ЮНЕСКО і ЮНІСЕФ. Раві Шанкар — почесний член Американської академії мистецтв, командор ордена Почесного легіону Франції.
У 2004 році висувався на здобуття Нобелівської премії миру[джерело?].
У Раві Шанкара дві дочки, також прославлені музиканти: співачка Нора Джонс (Norah Jones), в активі якої вісім премій «Греммі», і ситаристка і композитор Анушка Шанкар (Anoushka Shankar), часто виступала разом з батьком.

## Дискографія

### Студійні та живі альбоми
- 1956 — Three Ragas
- 1960 — Anuradha (soundtrack)
- 1962 — Improvisations (studio album)
- 1962 — India's Most Distinguished Musician In Concert
- 1963 — India's Master Musician
- 1964 — In London (studio album)
- 1964 — Ragas & Talas
- 1964 — Portrait of Genius
- 1965 — Sound of the Sitar
- 1967 — Live at Monterey (Ravi Shankar album)
- 1967 — In San Francisco
- 1967 — West Meets East (з Yehudi Menuhin)
- 1967 — At the Monterey Pop Festival
- 1967 — The Exotic Sitar and Sarod
- 1968 — A Morning Raga / An Evening Raga
- 1968 — The Sounds of India
- 1968 — In New York
- 1969 — At the Woodstock Festival
- 1971 — Concerto for Sitar & Orchestra (Лондонський симфонічний оркестр & Андре Превін), за участі Ієгуді Менухіна і Жана-П'єра Рампаля
- 1971 — The Concert for Bangladesh
- 1972 — Raga (Soundtrack)
- 1973 — In Concert 1972
- 1973 — Transmigration Macabre (Soundtrack)
- 1973 — Ragas with Ali Akbar Khan
- 1974 — Shankar Family & Friends
- 1976 — Music Festival From India
- 1979 — Shankar In Japan
- 1981 — Homage to Mahatma Gandhi
- 1982 — Raga—Mala (Sitar Concerto No. 2), за участі Ієгуді Менухіна
- 1986 — Pandit Ravi Shankar (album)
- 1987 — Tana Mana
- 1988 — Inside The Kremlin
- 1989 — The Sounds Of India (Remastered)
- 1990 — Passages (з Філіп Ґласс)
- 1990 — Ragas
- 1990 — Tana Mana
- 1992 — Ravi Shankar: The Doyen of Hindustani Music
- 1994 — At The Woodstock Festival (Remastered)
- 1995 — From India
- 1995 — Genesis
- 1995 — Concert For Peace Royal Albert Hall
- 1996 — In Celebration Highlights
- 1996 — Pandit Ravi Shankar
- 1997 — In Concert
- 1997 — Chants Of India
- 1997 — Raga Tala
- 1998 — Portrait Of Genius (remastered)
- 1998 — At The Monterey International Pop Festival (live)
- 1998 — Raga Jogeshwari
- 1998 — Ragas Varanasi
- 1998 — Shankar: Sitar Concertos and Other Works
- 1999 — Raga—Mala
- 1999 — Improvisations
- 1999 — India's Master Musician
- 1999 — West Meets East
- 2000 — Three Ragas
- 2000 — Sound Of The Sitar
- 2000 — From Dusk To Dawn
- 2000 — In New York
- 2001 — Full Circle (в Карнеґі-хол)
- 2001 — In San Francisco
- 2001 — Ravi Shankar: Between Two Worlds (Documentary—directed by Mark Kidel)
- 2001 — Master Of Sitar
- 2002 — In London
- 2004 — Homage To Mahatma Gandhi
- 2004 — The Rough Guide To Ravi Shankar
- 2006 — Transmigration Macabre
- 2007 — Flowers of India
- 2012 — Symphony (з Лондонським філармонічним оркестром і David Murphy)

### Музика в кіно
- Місто в долині (नीचा नगर, 1946, реж. Четан Ананд)
- Music Direction Apu Trilogy (1955—1959, реж. Сатьяджит Рай)
- Performed music for the animated short, A Chairy Tale (1957, реж. Норман Макларен)
- Anuradha, (1960 — soundtrack composer, Hindi)
- Alice in Wonderland (1966, реж. Джонатан Міллер) — composer of original score
- Chappaqua (1966, реж. Конрад Рукс)
- Charly (1968, реж. Ральф Нельсон)
- Prominently figures in D. A. Pennebaker's classic documentary Monterey Pop (1968)
- Woodstock: The Movie (1970)
- Raga (1971, реж. Говард Ворт)
- The Concert for Bangladesh (1971)
- Viola (1973, produced by R. Davis), British art film, soundtrack album: Transmigration Macabre, Spark Records SRLM 2002
- Music for Gandhi (1982) (реж. Річард Аттенборо), (Academy Award nomination for Shankar and George Fenton)
- Genesis (1986)
- Concert for George (2003)
- Forbidden Image (реж. Jeremy Marre)